# HD 1
HD 1 är en orange jättestjärna i stjärnbilden Cepheus. Det är den första stjärnan i stjärnkatalogen Henry Draperkatalogen.
Stjärnan är av visuell magnitud +7,42 och kräver fältkikare för att kunna observeras.

## Dubbelstjärna
HD 1 betraktades först av astronomerna som en ensam stjärna, men observationer i början av 2000-talet har påvisat att den är en spektroskopisk dubbelstjärna med en omloppsperiod av 6,2 år och en excentricitet av 0,50±0,01.